# オウゴニン
オウゴニン(またはウォゴニン、英: Wogonin)は、コガネバナから単離されるO-メチル化フラボンでノルウォゴニンの8位がメトキシ化された化合物。

## 存在
日本の漢方薬である黄芩や小柴胡湯の有効成分の1つである。
コガネバナと同じタツナミソウ属 (Scutellaria) の植物にも含まれ、Skullcapハーブとして海外で利用されている。

## 作用
ある研究では、オウゴニンは、マウスに7.5から30 mg/kgを投与することで、ベンゾジアゼピンのような鎮痛や筋弛緩の作用を示さずに、抗不安薬の作用を示すことが示されている。in vitroでの予備実験では、オウゴニンが抗腫瘍活性を持つ可能性が示された。

## 配糖体
オウゴニンの配糖体は、オウゴノシド(またはウォゴノシド)として知られる。
- オロキシンジン（英語版） (7-O-グルクロニド)

ノウセンカズラ科のソリザヤノキ(Oroxylum indicum)から単離される。、